# Trebeș
Trebeș – wieś w Rumunii, w okręgu Bacău, w gminie Mărgineni. W 2011 roku liczyła 459 mieszkańców.